# Встречный (Самарская область)
Встречный — посёлок в Красноармейском районе Самарской области. Входит в состав сельского поселения Куйбышевский.

## История
В 1973 г. Указом Президиума ВС РСФСР поселок отделения № 1 совхоза имени Куйбышева переименован в Встречный.

## Население
| 2010 |
| ---- |
| 70   |